# Тенение
Тенение печатной формы — один из дефектов офсетной печати, проявляющийся как переход мельчайших частиц печатной краски на пробельные элементы печатной формы, а затем — на оттиск. При этом пробельные элементы окрашиваются и начинают отпечатываться на оттиске, образуя сплошную цветную «тень». Накат краски на пробельные элементы печатной формы офсетной или другой плоской печати из-за потери ими свойства отталкивать краску, дающий оттиск на пробельных участках изображения и нарушающий точность воспроизведения оригинала. Для устранения тенения проводят дополнительную гидрофилизацию пробельных элементов печатной формы, наладку систем увлажнения, корректирование состава печатных красок и рН увлажняющего раствора (обычно возникает при pH  7 и выше).
Тенение часто возникает при печати металлизированными красками, на фольге или металлизированной бумаге, либо при плохо вымытой после применения этих материалов системе увлажнения.